# Ролинг Хилс (Вајоминг)
Ролинг Хилс (енгл. Rolling Hills) град је у америчкој савезној држави Вајоминг.

## Демографија
По попису из 2010. године број становника је 440, што је 9 (-2,0%) становника мање него 2000. године.
| Група             | 2000.       | 2010.       |
| Белци             | 424 (94,4%) | 418 (95,0%) |
| Афроамериканци    | 1 (0,2%)    | 1 (0,2%)    |
| Азијати           | 3 (0,7%)    | 1 (0,2%)    |
| Хиспаноамериканци | 13 (2,9%)   | 14 (3,2%)   |
| Укупно            | 449         | 440         |